# إميليو برودوم
إميليو برودوم ومادورو (20 أغسطس 1856 - 21 يوليو 1932) كان محاميًا وكاتبًا ومربيًا في الدومينيكان. أشتهر برودوم بتأليفه كلمات النشيد الوطني الدومينيكي.بالأضافة إلى المساعدة على تأسيس هوية وطنية، لما كان في ذلك الوقت جمهورية حديثة العهد.

## سيرة ذاتية
ولدإميليو برودوم في بويرتو بلاتا، الجمهورية الدومينيكية في 20 أغسطس 1856 والديه هما آنا مادورو والجنرال بيدرو برودوم. كان لديه أخ: لورنزو فينيلون برودوم.
برودوم برع في التدريس، وهو نشاط كرس له معظم حياته. كان متعاونًا كبيرًا وتلمذًا معيوجينيو ماريا دي هوستوس ودرّس في "Perserevancia of Azua" وكذلك في "Liceo Dominicano" في عام 1892 وكان مديرًا لمدرسة "Normal School"، وهي كلية تدريس أسسها هوستوس عام 1880.
تزوج من مانويلا باتيستا في 19 أغسطس 1880، وكان لديه ابنة واحدة: آنا إميليا برودوم.

## السياسة
كان برودوم مشرعًا في كونغرس الجمهورية الدومينيكية. كما شغل منصب وزير العدل والتعليم الاجتماعي في إدارة فرانسيسكو هينريكيز كارفاجال. كان برودوم ينتقد علنًا احتلال الولايات المتحدة، ونتيجة لذلك اضطر إلى الاستقالة من منصبه التدريسي. ونتيجة لذلك، تابع مسيرته المهنية كمحامي.

## الكتابة المهنية
تم توجيه معظم أعماله الأدبية إلى تمجيد القيم الوطنية والاحترام والمحبة للدفاع عن السيادة والاستقلال الوطني.
كان ماغنوم هو النشيد الوطني الدومينيكي، الذي كتب في عام 1883، مع الموسيقى من قبل خوسيه روفينو رييس وسيانكاس. قام بعد ذلك بتعديل عمله في عام 1897، عندما بدأ استخدامه في الوظائف الرسمية للدولة. ومع ذلك، لم يكن النشيد الوطني رسميًا حتى عام 1934، عندما قام الدكتاتور رافائيل ليونيداس تروخيلو بتكريسه كرمز وطني وجعل استخدامه إلزاميا في وظائف الدولة والعامة.